# Koulbila (Thion)
Koulbila est une commune rurale située dans le département de Thion de la province de la Gnagna dans la région de l'Est au Burkina Faso.

## Géographie
Koulbila est située à 3 km à l'Est de Thion, le chef-lieu du département.

## Santé et éducation
Le centre de soins le plus proche de Koulbila est le centre de santé et de promotion sociale (CSPS) de Thion.